# Ceca
Svetlana Ražnatović (rojena Veličković), bolj znana po vzdevku Ceca, srbska pevka popularne glasbe, * 14. junij 1973, Žitorađa.
Pogosto je označena kot pomembna predstavnica in simbol turbo folka. Do sedaj je objavila 18 albumov. Je tudi lastnica nogometnega kluba »Obilić«, glasbenega studia in založbene hiše »Cecamusic« ter parfumske linije Illusion. Poleg pevske kariere je v javnosti znana kot vdova srbskega paravojaškega vodje Željka Ražnatovića - Arkana in je pogosto predmet političnih kontroverz.

## Biografija
Rodila se je 14. junija leta 1973 v Prokuplju. Svoje otroštvo je preživela v srbski vasici Žitorađa. Bila je odličen dijak, z enakim uspehom pa je končala tudi srednjo veterinarsko šolo. Prvič je stopila na oder s petimi leti, ko je prepevala na prireditvi Susreti sela. Z večjimi nastopi je začela s 14. leti. Svetlana je podpisala pogodbo s tedaj največjo založbo v Jugoslaviji, PGP RTB in kmalu zatem na Ilidži v Sarajevu, tedaj enem največjih festivalov narodne glasbe, s pesmijo Cvetak zanovetak osvojila nagrado za najboljšo debitantko. Od takrat je objavila 18 albumov in prodala več deset milijonov albumov. Leta 1991 je prvič igrala tudi na filmu. Z Radom Šerbedžijo je uprizorila zgodovinsko »Koštano«. 
11. oktobra leta 1993 je spoznala Željka Ražnatovića Arkana, dve leti kasneje pa sta se poročila. V zakonu sta se rodila dva otroka - Veljko in Anastasija. 15. januarja 2000 je postala vdova, ko je Arkan umrl v atentatu.
Ceca je danes lastnica nogometnega kluba »Obilić«, glasbenega studia in založbene hiše »Cecamusic«. Ima svojo linijo parfumov in ročnih ur. Za sabo ima deset koncertnih turnej, od tega pet evropskih in dve svetovni. Podrla je več rekordov obiskanosti koncertov na Balkanu , v Evropi  in v Avstraliji.
Pojavila se je na naslovnicah najbolj vplivnih evropskih in tudi svetovnih medijev (The New York Times, GQ magazine, La Repubblica, FHM magazine, La Figaro, Observer magazine, CKM magazine, Marie Claire,...). Dobitnica je številnih glasbenih nagrad, ne samo v Srbiji, temveč tudi v drugih državah Balkana. V letih 2014 in 2015 je bila članica žirije glasbeno-tekmovalnega šova Pinkove zvezde.  Pevka je prvega decembra 2015 promovirala drugo linijo parfumov, z naslovom Illusion.  Ceca je v letu 2016 postala zaščitni obraz kozmetične linije Flormar.  Pevka je v letu 2021 postala članica žirije glasbeno-tekmovalnega šova Zvezde Granda.  Oktobra 2022 se je začela predvajati pevkina resničnostna oddaja Ceca show.

### Javna podoba
Ceca je pogostokrat označena za največjo ali najbolj priljubljeno balkansko glasbeno zvezdo.   Leta 2009 jo je portal Folk-estrada razglasil za najbolj priljubljeno pevko na Hrvaškem. Zaradi obtožb, da se je pojavila v Vukovarju po njegovem padcu v vojni na Hrvaškem (kar naj bi sicer bilo neresnično) in zaradi dejstva, da je bila žena paravojaškega vojskovodje Arkana, katerega enote so delovale tudi na hrvaških tleh, pa ima tam tudi številne nasprotnike. Zaradi domnevne nerecipročnosti pri gostovanju pevcev se pevka nastopom na Hrvaškem in v federativnemu delu Bosne in Hercegovine tudi javno odreka.
Ceca je pevka, ki na območju Balkana ima največje število sledilcev na družbenem omrežju Facebook. Marca 2021 je na svoji uradni strani štela 1,1 milijona sledilcev.  Ceca je tudi na družbenem omrežju Twitter najbolj priljubljena glasbenica na Balkanu. Marca 2021 je štela 300 tisoč sledilcev.  Ceca je tudi na portalu Youtube najbolj priljubljena balkanska pevka. Marca 2021 je štela 1,2 milijona sledilcev z 1,7 milijarde ogledov svojih video posnetkov.  Televizijske oddaje, v katerih nastopa Ceca, so pogostokrat označene za najbolj spremljan program v Srbiji.  
Ceca je bila večkrat najbolj iskana oseba na spletu v Srbiji,  na Hrvaškem   in v Sloveniji.   Na lestvicah najlepših ali najbolj seksi glasbenic je pogostokrat zasedla prva mesta.   
Ima dva otroka - hčerko Anastasijo, ki se že nekaj časa ukvarja z glasbo in sina Veljka, ki je profesionalni bokser. Pevka je v letu 2020 prvič postala babica. 
Čeprav je vse svoje studijske albume snemala izključno v srbskem jeziku, je pevka znana po tem, da na svojih koncertih poje tudi makedonsko narodno pesem Zajdi, zajdi, v televizijske namene pa je posnela tudi pesem Bandido v španskem jeziku.  

### Kontroverznost in težave z zakonom
Leta 2000 so se pojavile domneve o ponarejanju oporoke po možu, znanem srbskem paravojaškem vojskovodji in kriminalcu Željku Ražnatoviću - Arkanu.
17. marca 2003 so Ceco srbske oblasti spravile za rešetke, kjer je preživela štiri mesece. Obtožili so jo, da je sodelovala pri atentatu na premierja Zorana Đinđića in da je povezana z zemunsko mafijo. Obtožbe so kmalu umaknili, a so sledile nove. Tokrat za nezakonito posedovanje orožja in utaje davkov pri preprodaji nogometašev nogometnega kluba Obilić. Epilog se je zgodil spomladi leta 2011, ko je Ceca priznala krivdo , za kar je dobila leto dni hišnega pripora in denarno kazen v višini 1,5 milijona evrov. Hišni pripor se ji je po osmih mesecih iztekel 22. februarja 2012.
Ceci so leta 2005 prepovedali vstope v ZDA, Kanado in Avstralijo.    Mediji so v letu 2006 poročali, da so ji prepovedali tudi vstope na Kosovo, Hrvaško in v Bosno in Hercegovino.  Avstralija ji je leta 2010. ukinila prepoved vstopa.   Enako so leta 2011 storile tudi ZDA.  Ceca brez težav nastopa v Bosni in Hercegovini ter na Kosovu.    Ceca je v letu 2019 napovedala koncerte v Kanadi.  
Leta 2007 je ena izmed prič na sojenju morilcem Zorana Đinđića povedala, da je Ceca z Dušanom Spasojevićem in Miletom Lukovićem načrtovala ugrabitev Željka Mitrovića, lastnika televizije Pink.  Slednji jo je zaradi tega prepovedal na svoji televiziji, a se je po dveh letih premislil.
Novembra 2011 se je Ceci in njenemu zetu Predragu Ocokoljiću pričelo sojenje zaradi domnevnega fizičnega in verbalnega napada na Aleksandra Olarevića, direktorja nogometnega kluba Mladi proleter. Gre za dogodke iz leta 2007. Ceca je bila 9. aprila 2014 spoznana za nedolžno.
Leta 2011 se je Ceci pričelo sojenje zaradi domnevnega dolga v višini 100.000 €, ki si ga je pevkin pokojni mož sposodil od poslovneža Vojislava Đurkovića.  Pevko so tudi v tej zadevi spoznali za nedolžno. 
Leta 2013 se je končalo Cecino sojenje s pevko Jeleno Karleušo. Ceca je leta 2010 tožila Karleušo zaradi obrekovanja na spletu. Višje beograjsko sodišče je 27. septembra obsodilo Jeleno Karleušo na denarno kazen v višini 200 tisoč dinarjev (in dodatnih 70 tisoč dinarjev sodnih stroškov).  Karleuša se je na obsodbo pritožila, a je bila februarja 2017 dokončno obsojena.  Ceca je maja 2017 ponovno tožila pevko Jeleno Karleušo. Ta je za časopis Telegraf dejala, da je Ceca sodelovala pri umoru na njenega takratnega fanta in znanega kriminalca Zorana Davidovića. 
Julija 2021 je N1 televizija predvajala dokumentarno oddajo Junaci doba zlog, ki je govorila o pevkinem življenju in karieri. Cecina založba CecaMusic je nekaj dni kasneje oddajo umaknila s portala YouTube, pevkini odvetniki pa so napovedali tožbo zoper ustvarjalcev oddaje. 

### Dobrodelnost
Ceca je bila v obdobju med letoma 1997 in 2002 predsednica humanitarnega fonda Treće dete, ki je imel za cilj povečanje natalitete v Srbiji. Poleg tega je izpeljala več deset dobrodelnih koncertov, najbolj odmevni dogodki pa so:
- Preureditev osnovne šole v rojstni vasi Žitorađa.
- Sodelovanje v akciji Deca su nase najvece blago (pevka je posnela pesem Rađajte decu [60]).

- Obnova apartmaja na Ginekološko-porodniškem oddelku Kliničnega centra v Beogradu. [61]
- Obnovitev hiše družini Đusić iz Kruševca. [62]
- Humanitarna akcija Srce za otroke. [63]
- Denarna pomoč za zdravljenje deklice. [64]
- Pomoč Kraljevu po potresu. [65]
- Obisk Otroške vasi in podaritev zimskih oblačil. [66] [67]
- Pomoč prizadetim v poplavah, leta 2014 [68]
- Nakazilo fundaciji ALS. [69]
- Nabava računalniške opreme za OŠ Dr. Milan Petrović v Novem Sadu. [70]
- Denarna pomoč za zdravljenje 7-letnega fanta Nemanja Damčevića.  [71] [72]
- Denarna pomoč v višini 19.000€ za zdravljenje 5-letnega fanta Srđana Jovanovića. [73]
- Dobrodelna akcija S ljubavlju hrabrim srcima (v slovenščini: Z ljubeznijo pogumnih src), december 2023  [74]
- Denarna pomoč v višini 2.000€ za zdravljenje Despota.[75]

## Diskografija

### Albumi
- Cvetak zanovetak, 1988
- Ludo srce, 1989
- Ceca (glasbeni album), 1990
- Babaroga, 1991
- Šta je to u tvojim venama, 1993
- Kukavica, 1993
- Ja još spavam, 1994
- Fatalna ljubav, 1995
- Emotivna luda, 1996
- Maskarada, 1997
- Ceca 2000, 1999
- Decenija, 2001
- Gore od ljubavi, 2004
- Idealno loša, 2006
- Ljubav živi, 2011
- Poziv, 2013
- Autogram, 2016

#### Novi album
Ceca je za leto 2020 načrtovala izdajo novega studijskega albuma. Pevka je s pripravami začela v letu 2017.  Marca 2019 je razkrila, da tudi na novih pesmih sodeluje z Marino Tucaković in Damirjem Handanovićem.  Avgusta 2019 je za banjaluško ATV razkrila, da je zbrala pet pesmi.  Pevka je januarja 2020 napovedala, da bo album objavljen junija istega leta.  Objava albuma je prestavljena zaradi izbruha  koronavirusa. Srbski skladatelj Damir Handanović je aprila 2021 dejal, da je za novi Cecin album pripravil 3 pesmi.  Ceca je junija 2022 razkrila, da ima pripravljene melodije za novi album, a da ji primanjkujejo besedila.  Pevka je oktobra 2022 razkrila, da se je začelo snemanje novega albuma.  Ceca je v oddaji Ceca show razkrila, da bo na novem albumu sodelovala z avtorjem Milošem Roganovićem.   Ceca je aprila 2023 razkrila, da je eno izmed pesmi napisal glasbenik Dado Glišić.  7. septembra leta 2023 je revija Hello razkrila, da je Ceca začela sodelovanje s srbskim skladateljem Draganom Brajovićem.  18. septembra je bilo razkrito, da se bo na novem Cecinem albumu znašel duet z Željkom Joksimovićem.  Pevka je 26. oktobra 2024 razkrila, da bo avtor petih pesmi tudi skladatelj Darko Kostić. 

### Singli
- Cvetak zanovetak (singel), 1988
- Neću protiv druga svog (singel), 1992
- U snu ljubim medna usta (singel), 1992
- Vreme za ljubav ističe (singel), 2007
- Ne zanosim se ja (singel), 2014
- Lažov notorni (singel), 2017
- Ne računaj na mene (singel), 2023
- Za kraj (singel), 2024
- Više od sreće (singel), 2024
- Muškarčina (singel), 2024

### Kompilacije
- Pustite me da ga vidim, 1990
- Ceca hitovi, 1994
- Ceca Multimegamix xitovi, 1996
- Ceca & Friends, 1999
- Ceca hitovi 1, 2000
- Ceca hitovi 2, 2000
- Ceca hitovi 3, 2003
- Ceca balade, 2003
- Ceca hitovi, 2005
- Ceca hitovi 1 (kompilacija), 2007
- Ceca hitovi 2 (kompilacija), 2007
- Ceca hitovi 3 (kompilacija), 2007

### Ostale zgoščenke
- London Mix, 2005
- C club, 2012

### Sodelovanja
- "Ja tebe hoću", duet Ljuba Lukić (1988)
- "Neću protiv druga svog" (1992)
- "U snu ljubim medna usta", duet Dragan Kojić Keba (1992)
- "Ko na grani jabuka", duet Željko Šašić (1994)
- "Ne računaj na mene", duet Mira Škorić (1994)
- "Bandido", duet Ivana Žigon (v španskem jeziku) (1997)
- "Crni sneg", duet Aca Lukas (1999)
- "Drugarice", duet zasedba Luna (1999)
- "Rađajte decu" (2004)
- "Vreme za ljubav ističe" (2007)
- "Ne zanosim se ja" (2014)
- "Metar odavde", duet zasedba Tropico bend (2016)
- "Lažov notorni" (2017)

### Video objave
- Ceca (videokaseta), 1990
- Babaroga (videokaseta), 1991
- Kukavica (videokaseta), 1993
- Ceca i Futa band (videokaseta), 1994
- Svetlana i Željko (videokaseta) / tudi »Ceca i Arkan«, 1995
- Sve najbolje... 20 (videokaseta), 1995
- Fatalna ljubav live (videokaseta), 1995
- Ušće 2006 live DVD, 2006

## Filmografija
| Ime filma/serije                    | Zvrst               | Letnica izida     | Država              | Vloga v filmu/seriji |
| ----------------------------------- | ------------------- | ----------------- | ------------------- | -------------------- |
| Nečista krv                         | Igrani film (drama) | April 1996        | Jugoslavija         | Koštana              |
| Kako je rađen album Gore od ljubavi | Dokumentarni film   | Maj 2004          | Srbija in Črna gora | Ceca                 |
| The Weight of Chains                | Dokumentarni film   | Februar 2011      | Kanada              | Ceca                 |
| Tajna nečiste krvi                  | Dramska serija      | Januar 2012       | Srbija              | Koštana              |
| Godine Slatkog greha                | Dokumentarni film   | Januar 2018       | Srbija              | Ceca                 |
| Ceca show                           | Resničnostna oddaja | 7. oktober 2022 - | Srbija              | Ceca                 |

## Turneje in koncerti
- Prva jugoslovanska turneja, 1993
- Druga jugoslovanska turneja Ja još spavam, 1994
- Tretja jugoslovanska turneja Fatalna ljubav, 1995
- Prva evropska turneja Decenija, 2002
- Druga evropska turneja Ceca 2005, 2005
- Prva svetovna turneja Grom, 2006/2010
- Druga svetovna turneja Ljubav živi, 2012/2013.
- Tretja evropska turneja Poziv, 2013/2016.
- Četrta evropska turneja Autogram, 2016/2020.
- Peta evropska turneja The best of, 2021/2023

## Festivali
Ceca je v dosedanji glasbeni karieri tekmovala na štirih festivalih - Poselu 202, MESAM-u, Ilidža fest-u ter Ktitor folk ligi. 
Na Ilidža festu je tekmovala enkrat in osvojila nagrado občinstva. 
Na Poselu 202 je tekmovala šestkrat, zmago je odnesla trikrat. Skupaj s pevkami Vesno Zmijanac in Dragano Mirković ima največ zmag na omenjenem festivalu. Na Ktitor folk ligi je tekmovala enkrat in odnesla nagrado za najboljšo pesem.  Na MESAM-u je tekmovala dvakrat, leta 1991 je pobrala nagrado za pevko leta.
| Ime festivala                  | Letnica nastopa | Uvrstitev    | Nagrada                                  | Opomba                                                        |
| ------------------------------ | --------------- | ------------ | ---------------------------------------- | ------------------------------------------------------------- |
| Festival Poselo 202            | 18. januar 1996 | Prvo mesto   | Nagrada za najboljšo pesem Beograd       | Tretja zaporedna zmaga                                        |
| Festival Poselo 202            | 29. januar 1995 | Prvo mesto   | Nagrada za najboljšo pesem Volela sam te | Druga zaporedna zmaga                                         |
| Festival Poselo 202            | 30. januar 1994 | Prvo mesto   | Nagrada za najboljšo pesem Kukavica      | Prva zmaga na festivalu                                       |
| Festival Ktitor folk liga      | 24. julij 1993  | Prvo mesto   | Nagrada za najboljšo pesem Kukavica      | Pesem Kukavica je prejela tudi nagrado za najboljše besedilo. |
| Festival Poselo 202            | 25. januar 1992 | Četrto mesto | Nastop s pesmijo Volim te                | Tretje pevkino tekmovanje na tem festivalu                    |
| Festival Poselo 202            | 26. januar 1991 | Peto mesto   | Nastop s pesmijo To Miki, to             | Drugo pevkino tekmovanje na tem festivalu                     |
| Festival Poselo 202            | 27. januar 1990 | Šesto mesto  | Nastop s pesmijo Ludo srce               | Prvo pevkino tekmovanje na tem festivalu                      |
| Festival narodne glasbe Ilidža | 4. julij 1988   |              | Nagrada za najboljšega debitanta         | To je bil prvi pevkin javni in televizijski nastop.           |

## Knjige o Ceci
- Ličnosti koje su obeležile godinu (Osebnosti, ki so zaznamovale leto), 1993
- Estradni umetnici Jugoslavije (Glasbeni umetniki Jugoslavije), 1994
- Monografija Nečista krv, 1995
- Reprezentacija XX veka (Reprezentanca XX. stoletja), 1998
- 75 godina FK Obilić (75-obletnica NK Obilić), 1998
- Komandant Arkan (Poveljnik Arkan), 2001
- Ceca - Između ljubavi i mržnje, Marko Lopušina, 2003
- Ceca - Ikona srpskog folka, Živko M. Bojanić, 2004
- Srpkinje o kojima se priča (Srbkinje, o katerih se govori), 2005
- Sa Evom u raj (Z Evo v nebesa), 2005
- Ceca - idealno naša, Nebojša Vuković, 2006
- Estrada bez mikforona (Estrada brez mikforona), 2007
- Turbo-folk zvijezda (Turbofolk zvezda), 2013

## Posebne izdaje revij posvečene Ceci
- Ceca Svedok special (revija) (1. junij 2002)
- Ceca Blic special (revija)  (14. junij 2002)
- Ceca Svet special (revija) (24. maj 2004)
- Ceca special (revija) (14. marec 2005)
- Ceca special limited (revija) (17. junij 2006)
- Ceca specijal (revija) (25. junij 2012)

## Nagrade, odlikovanja in priznanja

### Glasbene nagrade
| Ime nagrade                                                  | Leto prejema nagrade | Organizacija                          | Država    |
| ------------------------------------------------------------ | -------------------- | ------------------------------------- | --------- |
| Nagrada Zlata plaketa (2024)                                 | 13. april 2024       | United media                          | Srbija    |
| Nagrada diplomiranega umetnika (2023)                        | 12. december 2023    | SEMUS - združenje glasbenih umetnikov | Srbija    |
| Nagrada za življenjsko delo (2023)                           | 27. april 2023       | SEMUS - združenje glasbenih umetnikov | Srbija    |
| Nagrada za pesem leta 2017 (2017)                            | 31. december 2017    | RTV Pink                              | Srbija    |
| Nagrada za izjemen uspeh na področju glasbe (2017)           | 12. december 2017    | Sindikat muzičkih umetnika            | Srbija    |
| Nagrada televizije Pink (največja uspešnica leta 2016)       | 1. januar 2017       | TV Pink, Beograd                      | Srbija    |
| Nagrada časopisa Vesti (največja uspešnica leta 2016)        | 15. december 2016    | "Vesti" d.o.o. Beograd                | Srbija    |
| Nagrada časopisa Vesti (najboljša pevka leta 2016)           | 15. december 2016    | "Vesti" d.o.o. Beograd                | Srbija    |
| Nagrada Oskar popularnosti (najboljša pevka leta 2015)       | 25. maj 2016         | Bečki oskar popularnosti              | Avstrija  |
| Nagrada Zlatni gramofon (album leta 2013, koncert leta 2013) | 29. april, 2014      | Televizija Pink, Beograd              | Srbija    |
| Nagrade časnika Story (pevka leta 2013, koncert leta 2013)   | 13. januar, 2014     | Adria Media Srbija, Beograd           | Srbija    |
| Nagrade časnika Vesti (pevka leta 2013)                      | 16. december, 2013   | "Vesti" d.o.o. Beograd                | Srbija    |
| Oskar popularnosti (pevka leta 2012)                         | 25. februar 2013     | Crnogorska kulturna mreža (CKM)       | Črna gora |
| Nagrade časnika Vesti (pevka leta 2012)                      | 15. december 2012    | "Vesti" d.o.o. Beograd                | Srbija    |
| Nagrade časnika Vesti (uspešnica leta 2012)                  | 15. december 2012    | "Vesti" d.o.o. Beograd                | Srbija    |
| Pink nagrade (folk pevka leta 2002)                          | 11. marec 2003       | Televizija Pink                       | Srbija    |
| Pink nagrade (koncert leta 2002)                             | 11. marec, 2003      | Televizija Pink                       | Srbija    |
| Nagrade časnika Vesti (pevka leta 2001)                      | 10. november 2001    | "Vesti" d.o.o. Beograd                | Srbija    |
| Nagrade časnika Vesti (uspešnica leta 2001)                  | 10. november 2001    | "Vesti" d.o.o. Beograd                | Srbija    |
| Nagrada žirije (Folk pevka leta)                             | 15. januar 1991      | Radio Ilijaš                          | SR BiH    |
| Nagrada poslušalcev (debitant z največjimi uspešnicami)      | 17. februar 1990     | Radio Ilijaš                          | SR BiH    |
| Nagrada žirije (najuspešnejši debitant)                      | 4. julij 1988        | Ilidža festival                       | SR BiH    |

### Priznanja za dobrodelnost
| Ime priznanja             | Leto prejema priznanja | Organizacija               | Država |
| ------------------------- | ---------------------- | -------------------------- | ------ |
| Zahvalnica mesta Kraljevo | 29. november 2011      | Občina Kraljevo            | Srbija |
| Veliko srce               | 19. januar 2010        | Organizacija "Veliko srce" | Srbija |

### Ostala odlikovanja
| Naziv odlikovanja                              | Leto prejema odlikovanja | Organizacija      | Država                  |
| ---------------------------------------------- | ------------------------ | ----------------- | ----------------------- |
| CecaVIPPER z milijon naročnikov                | 19. april 2020           | YouTube           | Združene države Amerike |
| CecaVIPPER s 100.000 naročnikov                | 25. februar 2014         | YouTube           | Združene države Amerike |
| Osebnost leta 2012 (Serbia person of the year) | 29. november 2012        | Color Press Group | Srbija                  |